# Џек Лемон
Џек Лемон (енгл. Jack Lemmon; Њутон, 8. фебруар 1925 — Лос Анђелес, 27. јун 2001) био је амерички глумац.

## Каријера

### Почетак каријере
На филму је дебитовао 1949. године малом улогом у филму The Lady Takes a Sailor, али није био запажен све до 1954. године и улоге у Кјукоровој комедији То ти се требало догодити, где је био партнер Џуди Холидеј. Већ следеће године добија Оскара за мушку споредну улогу у филму Господин Робертс, у коме игра морнаричког официра коме ништа не полази за руком.

### Били Вајлдер и Волтер Матау
Можда најпознатију улогу остварио је 1959. у филму Неки то воле вруће Били Вајлдера, чији је потом био омиљени глумац. У овом филму Лемон изванредно игра другоразредног музичара који се са својим колегом (игра га Тони Кертис) прерушава у жену како би умакли гангстерима који хоће да их убију, да би потом Лемон постао мета удварања маторог богаташа Озгуда (игра га Џо И. Браун). Чувена је Лемонова реплика из филма, док покушава да се отресе мисли на Мерилин Монро, и са незаборавном гримасом говори сам себи: „Ја сам мушко, ја сам мушко”. Џеку Лемону је упућена и чувена завршна реплика у филму, када му Озгуд, након што му Лемон призна да је мушко, са загонетним осмехом и уз слегање раменима каже: „Нико није савршен”.
Већ следеће године изузетно је запажен у Вајлдеровом Апартману, где игра ситног чиновника који се додворава шефовима тако што им допушта да користе његов стан за сусрете са љубавницама, а онда сазнаје да је његов стан користила и девојка у коју је заљубљен (игра је Ширли Маклејн). Њих двоје су одличан пар и у Вајлдеровом филму Слатка Ирма (1963), у коме Лемон игра доброћудног париског полицајца, који се прерушава у тајанственог Мистера Икс да би одржао везу са проститутком меког срца.
Са Били Вајлдером је снимио још и филмове Колачић судбине (1966), Аванти! (1972), Насловна страна (1974) и Друшкане, друшкане (1981), при чему му је у свим овим филмовима (са изузетком филма Аванти) партнер био Волтер Матау. Лемон је Матауа сматрао најбољим глумцем са којим је икада сарађивао. Њих двојица су постали велики и доживотни пријатељи, који су заједнички радили на чак 11 филмова. Осим поменутих Вајлдерових филмова, посебно су успешни били у екранизацији бродвејског комада Нила Сајмона Необичан пар (1968), као и у филмовима Откачени маторци (1993) и Још откаченији маторци (1995).
Филм Откачени маторци о двојици намћорастих комшија који се међусобно не подносе, неочекивано је постао комерцијални хит, доносећи двојици остарелих глумаца фанове и међу најмлађом генерацијом.
Матау игра главну улогу и у Лемоновом филму Коч (Kotch) (1971), једином у којем се Џек Лемон опробао као редитељ. Матау је био номинован за Оскар за најбољу мушку улогу у овом филму, а Лемон има мало камео појављивање као уснули путник у аутобусу.

### Остале важније улоге
Мимо сарадње са Вајлдером и Матауом, Лемон је посебно био запажен у филовима насталим по позоришним комадима, на пример Заточеник друге авеније (1975), комедија настала према истоименом бродвејском хиту Нила Сајмона, Дани вина и ружа (1962), успела драма о борби против алкохолизма коју (парадоксално) носе две комичарске легенде, глумац Џек Лемон и редитељ Блејк Едвардс или Љубаф (1967). Успешан је био и у филму Провинцијалци (1970), по сценарију Нила Сајмона, у коме са Сенди Денис игра брачни пар провинцијалаца којег по доласку у Њујорк задешавају сви могући и немогући малери, све до кулминације када се напокон укрцају за авион који иде кући а терористи га отимају и траже да иде на Кубу.
Изврсне улоге дао је и у филмовима Спасите тигра (1973) Џона Авилдсена, где игра пословног човека прожетог горчином и незадовољством (Оскар за најбољу мушку улогу), Кинески синдром (1979), великом комерцијалном хиту са Џејн Фонда и Мајклом Дагласом где игра службеника нуклеарне електране којој прети катастрофа (филм је имао велики утицај на преиспитивање сигурности нуклеарних електрана и ојачао покрет који се противи употреби нуклеарне енергије у ове сврхе), и Нестали (1982) Косте-Гавраса, у коме са снахом (игра је Сиси Спејсик) одлази у Чиле у доба Пиночеовог преврата да пронађу сина/мужа, не знајући да је овај већ мртав.
Специфичан статус има и комедија Највећа трка око света (1965), коју је режирао Блејк Едвардс, и у којој Џек Лемон, Тони Кертис и Натали Вуд учествују у шашавој трци која се почетком XX века одвија преко три континента.
У првом делу каријере (1955—1965) играо је и серији успелих комедија које је режирао Роберт Квини, најпознатије у филму Како убити своју жену? (1965), у којем му је партнерка Вирна Лизи.
1990-их је посебно био запажен у филму Glengarry Glen Ross (1992), насталом по познатој драми Дејвида Мамета, у чијој all-star глумачкој екипи играју и Ал Пачино, Алек Болдвин, Алан Аркин, Ед Харис и Кевин Спејси, и у филму Кратки резови Роберта Алтмана (1993), где је остварио ефектну улогу наоко безазленог типа за кога се испостави да је убица, за коју је са остатком (феноменалне) глумачке екипе поделио специјални Златни глобус.

## Награде
Добио је два Оскара: за епизодну улогу у филму Господин Робертс (1955) и за главну у филму Спасите тигра (1973), као први глумац који је добио те две награде.
Био је номинован за Оскара и за улоге у филмовима Неки то воле вруће (1959), Апартман (1960), Дани вина и ружа (1962), Кинески синдром (1979), Признање (Tribute) (1980) и Нестали (1982).
Добитник је две награде за најбољег глумца на фестивалу у Кану (за Кинески синдром и Нестали), што је до сада пошло за руком још једино Марчелу Мастројанију (Дин Стоквел је такође добио две награде у Кану, али је обе морао да дели са неким).
Добио је Сребрног медведа за најбољу мушку улогу на Филмском фестивалу у Берлину 1981, за улогу у канадском филму у режији Боба Кларка Признање (Tribute), с тим што је награду ex equo са њим поделио совјетски глумац Анатолиј Солоњицин за улогу у филму 26 дана из живота Достојевског.
Добитник је награде за животно дело Америчког филмског института 1988.
Добитник је три БАФТА награде: за најбољег глумца 1983. (Нестали), односно за најбољег страног глумца 1960. (Неки то воле вруће) и 1961. (Апартман).
Добио је неколико Златних глобуса: 2000. за Наследи ветар (најбоља улога у мини-серији или ТВ филму), 1994. за Кратке резове (специјална награда додељена читавој глумачкој екипи), 1973. за Аванти (најбољи глумац у мјузиклу или комедији), 1961. за Апартман (најбољи глумац у мјузиклу или комедији) и 1960. за Неки то воле вруће (најбољи глумац у мјузиклу или комедији).
Иначе, са 22 номинације је рекордер у броју глумачких номинација за Златни глобус, рачунајући и глумце и глумице.

## Занимљивости
Били Вајлдер је за њега говорио да, иако је сјајан глумац, Џек Лемон има урођену тенденцију да претерује са глумом, те да то треба контролисати. У Вајлдеровој биографији Нико није савршен цитирају се његове речи: „Лемона бих описао као прекрасну шунку са које морате да састружете мало масти.” У истој књизи се цитирају и Лемонове речи: „Изузетно сам пријемчив за ликове које играм... Ако мој лик има нервни слом, почињем да га доживљавам и ја.”
Једина сцена смрти коју је Лемон имао на филму, била је у Кинеском синдрому (1979).
Био је први глумац који је добио Оскаре и за главну и са споредну улогу.
Једини филм у којем су играли Џек Лемон и Волтер Матау, а да се нису појавили у истој сцени, био је Џ. Ф. К. (1991).
Једна од његових најбољих драмских улога била је у филму Дани вина и ружа (1962), где Лемон игра бизнисмена алкохоличара, који у једном тренутку изговара: „Зовем се Џо Клеј... Ја сам алкохоличар.”
Примајући 1988. награду за животно дело Америчког филмског института, Лемон је признао да није глумио док је изговарао ову реченицу и да се у то време заиста борио са алкохолизмом.
1998. био је номинован за Златни глобус у филму 12 гневних људи, али је награда додељена Вингу Рејмсу. Након што је примио награду, Рејмс је замолио Лемона да изађе на сцену и онда му на опште изненађење предао награду. Удружење страних новинара у Холивуду, које додељује ову награду, потом је одлучило да се направи још једна награда и пошаље Рејмсу.
Штавише, када је две године касније добио нови Златни глобус, примајући га Џек Лемон је рекао: „У духу Винга Рејмса, додељујем ову награду Џеку Лемону.”
Његов син са првом супругом, Крис Лемон (рођен 1954) такође је глумац. Њих двојица су се појавили заједно у филму Аеродром ’77 (1977).
Рођен је у (болничком) лифту.
1989. се појавио у епизоди Симпсонових, убеђујући Марџ да уђе у посао са перецама. Иначе, Лемонов отац се бавио пекарским бизнисом.
На његовом надгробном споменику стоји једноставан натпис „Џек Лемон — унутра”. Сахрањен је одмах поред Волтера Матауа.
Након смрти Волтера Матауа, Лемон се са пријатељима и родбином преминулог појавио у ТВ шоу Лари Кинга Larry King Live, како би му одали признање. Парадоксално, тачно годину дана касније се скоро истоветна екипа поново окупила у истом шоу како би одали признање покојном Џеку Лемону.

## Цитати
Не одустајем док ме не прегази камион, продуцент или критичар.
Неуспех вас ретко када заустави. Зауставља вас страх од неуспеха.
Тешко је написати добру драму, још теже добру комедију, а најтеже драму са елементима комедије. А баш то је живот.
Нико не заслужује толико много новца — посебно не глумци. (Иначе, Лемон је још 1968. добио 1.000.000 долара за улогу у филму Необичан пар плус проценат од профита).

## Филмографија
| Улоге Џека Лемона |                        |               |                     |                                             |
| Година            | Српски назив           | Изворни назив | Улога               | Напомена                                    |
| 1949.             |                        |               |                     |                                             |
| 1954.             |                        |               |                     |                                             |
| 1954.             |                        |               |                     |                                             |
| 1955.             |                        |               |                     |                                             |
| 1955.             |                        |               |                     |                                             |
| 1955.             |                        |               |                     |                                             |
| 1955.             |                        |               |                     | кратки филм                                 |
| 1956.             |                        |               |                     |                                             |
| 1957.             |                        |               |                     |                                             |
| 1957.             |                        |               |                     |                                             |
| 1958.             | Каубој                 |               |                     |                                             |
| 1958.             |                        |               |                     |                                             |
| 1959.             | Неки то воле вруће     |               | Џери / „Дафне”      |                                             |
| 1959.             |                        |               |                     |                                             |
| 1960.             | Апартман               |               | К. К. „Бад” Бакстер |                                             |
| 1960.             |                        |               |                     | наратор                                     |
| 1960.             |                        |               |                     | камео                                       |
| 1960.             |                        |               |                     |                                             |
| 1962.             |                        |               |                     |                                             |
| 1962.             |                        |               |                     |                                             |
| 1963.             |                        |               |                     |                                             |
| 1963.             |                        |               |                     |                                             |
| 1964.             |                        |               |                     |                                             |
| 1965.             |                        |               |                     |                                             |
| 1965.             |                        |               |                     |                                             |
| 1966.             |                        |               |                     |                                             |
| 1967.             |                        |               |                     |                                             |
| 1968.             |                        |               |                     | кратки филм                                 |
| 1968.             |                        |               |                     |                                             |
| 1969.             |                        |               |                     |                                             |
| 1970.             |                        |               |                     |                                             |
| 1971.             |                        |               |                     | камео; режисер                              |
| 1972.             |                        |               |                     |                                             |
| 1972.             |                        |               |                     |                                             |
| 1973.             |                        |               |                     |                                             |
| 1974.             |                        |               |                     | наратор                                     |
| 1974.             |                        |               |                     |                                             |
| 1975.             |                        |               |                     | кратки филм                                 |
| 1975.             |                        |               |                     | документарац; наратор                       |
| 1975.             |                        |               |                     |                                             |
| 1976.             |                        |               |                     |                                             |
| 1977.             |                        |               |                     |                                             |
| 1979.             |                        |               |                     |                                             |
| 1980.             |                        |               |                     | документарац                                |
| 1980.             |                        |               |                     |                                             |
| 1981.             |                        |               |                     |                                             |
| 1982.             |                        |               |                     |                                             |
| 1984.             |                        |               |                     |                                             |
| 1985.             |                        |               |                     |                                             |
| 1986.             |                        |               |                     |                                             |
| 1989.             |                        |               |                     |                                             |
| 1991.             | ЏФК                    |               |                     |                                             |
| 1992.             |                        |               |                     | документарац                                |
| 1992.             |                        |               |                     | камео                                       |
| 1992.             |                        |               |                     |                                             |
| 1993.             |                        |               |                     | документарац                                |
| 1993.             |                        |               |                     |                                             |
| 1993.             |                        |               |                     |                                             |
| 1995.             |                        |               |                     |                                             |
| 1995.             |                        |               |                     |                                             |
| 1996.             |                        |               |                     |                                             |
| 1996.             |                        |               |                     |                                             |
| 1996.             | Хамлет                 |               |                     |                                             |
| 1997.             |                        |               |                     |                                             |
| 1997.             |                        |               |                     | документарац                                |
| 1998.             |                        |               |                     | кратки филм                                 |
| 1998.             |                        |               |                     |                                             |
| 1999.             |                        |               |                     | ТВ филм                                     |
| 2000.             | Легенда о Багеру Венсу |               |                     | неприписано                                 |
| Телевизија        |                        |               |                     |                                             |
| 1949.             |                        |               |                     |                                             |
| 1950.             |                        |               |                     | отказано након 6 месеци                     |
| 1951.             |                        |               |                     | отказано након 5 епизода                    |
| 1951.             |                        |               |                     |                                             |
| 1952.             |                        |               |                     | отказано након неколико седмица             |
| 1954.             |                        |               |                     | отказано након неколико седмица             |
| 1959.             |                        |               |                     | једна од пет ротирајућих звезда пуне сезоне |
| 1962.             |                        |               |                     | гостујућа улога                             |
| 1976.             |                        |               |                     |                                             |
| 1987.             |                        |               |                     |                                             |
| 1988.             |                        |               |                     |                                             |
| 1992.             |                        |               |                     |                                             |
| 1993.             |                        |               |                     |                                             |
| 1997.             | Симпсонови             |               |                     | (глас)                                      |
| 1997.             |                        |               |                     |                                             |
| 1998.             |                        |               |                     |                                             |
| 1999.             |                        |               |                     |                                             |
| 1999.             |                        |               |                     |                                             |